# Ernst Ferdinand Oehme

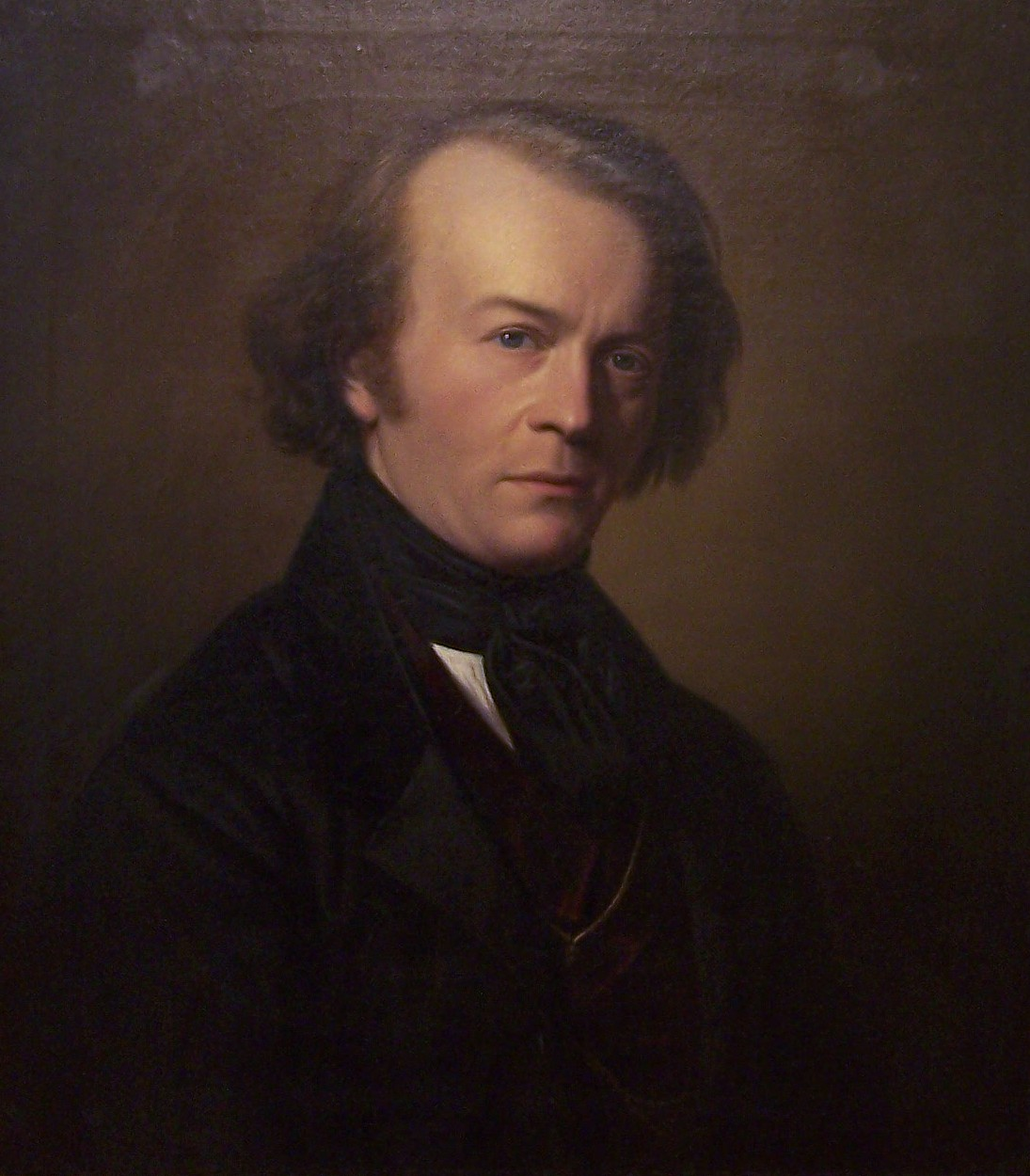
Ernst Ferdinand Oehme.

Ernst Ferdinand Oehme (Dresde, 23 de abril de 1797 - ídem, 10 de abril de 1855) fue un pintor romántico alemán. Discípulo de Caspar David Friedrich, su influencia es evidente en sus primeras obras (La catedral en invierno, 1821). Entre 1819 y 1825 residió en Italia, donde recibió la influencia de los Nazarenos. Destacó en la pintura de paisaje, donde expresó con intensidad el sentido romántico de lo pintoresco. Gran amigo del también pintor Ludwig Richter, hay numerosos puntos en común en la obra de ambos.